# Gilberto Hernández (joueur d'échecs)
Pour les articles homonymes, voir Gilberto Hernández et Hernández.
Gilberto Hernández Guerrero est un joueur d'échecs mexicain né le 4 février 1970 à San Luis Potosí. Grand maître international depuis 1995, il a remporté le tournoi de Lyon en 1990, le championnat du Mexique en 1994 et trois fois le mémorial Carlos Torre. Il est depuis les années 1990, un des meilleurs joueurs mexicains. Au 1er août 2016, il est le numéro un mexicain avec un classement Elo de 2 506.
Gilberto Hernández a représenté le Mexique lors de dix olympiades entre 1986 et 2014. Il a participé aux championnats du monde de la Fédération internationale des échecs en 1997-1998, éliminé par Viktor Kortchnoï, et en 2000, éliminé par Jeroen Piket